# スチームボート・ミッキーズ
- ディズニーパーク > 東京ディズニーリゾート > 東京ディズニーシー
  - アメリカンウォーターフロント > スチームボート・ミッキーズ
  - 東京ディズニーシーのショップの一覧 > スチームボート・ミッキーズ

スチームボート・ミッキーズ（Steamboat Mickey's）は、東京ディズニーシーのアメリカンウォーターフロントにあるショップ。

## 概要
| スチームボート・ミッキーズ   | スチームボート・ミッキーズ                        |
| ---------------------------- | ------------------------------------------------- |
| オープン日                   | 2001年9月4日 (東京ディズニーシーと同時にオープン) |
| 商品ジャンル                 | オールドミッキー（本文参照）関連                  |
| デジタル・フォトエキスプレス | ○                                                 |

スチームボート・ミッキーズは、ミッキーマウスやミニーマウスなどのディズニーキャラクターのグッズを販売しているショップ。普通のキャラクターグッズではなく、白黒で黒目のミッキーマウス（通称「オールドミッキー」）などのクラシックのキャラクターグッズを販売している。
店名もミッキーマウスのデビュー作『蒸気船ウィリー』の原題"Steamboat Willie（スチームボート・ウィリー）"に由来している。店内は20世紀初頭の海洋雑貨店をイメージしている。
2004年4月20日に店内にスーベニアメダル製造機が設置され、混雑期などにはメダルを作る人の長蛇の列ができる。
2006年12月末にデジタルカメラ現像の機械が設置された（デジタルフォトエキスプレス）。
2008年3月まで、指定のペンダントに文字を刻印する「マウスタグ」の販売を行っていた。2008年4月からは東京ディズニーリゾート25周年に併せて始まった、「指定の帽子に刺繍」を施すサービスを、東京ディズニーシーで唯一行っていたショップである。
その後、スペシャルイベントのオーダー商品を取り扱っていた時期があった。
オズワルド・ザ・ラッキー・ラビットのグッズを取り扱う。